# Rolls-Royce ACCEL
Die Rolls-Royce ACCEL (Acceleration of the Electrification of Flight) ist ein Elektroflugzeug des britischen Herstellers Rolls-Royce plc.

## Geschichte
Rolls-Royce plc entwickelte die ACCEL ab 2019, um den Geschwindigkeitsrekord für Elektroflugzeuge zu brechen. Im September 2020 wurden die Prüfstandsläufe des Antriebs mit einem Modell des Rumpfes – dem „ionBird“, statt branchentypisch „Iron Bird“ – erfolgreich abgeschlossen. Der Erstflug startete am 15. September 2021 vom britischen Militärflugplatz MoD Boscombe Down aus.
Im November 2021 brach die „Spirit of Innovation“ in ihrer Klasse C-1c, Group 6 Electric mehrere Geschwindigkeitsweltrekorde.
- Geschwindigkeit über 3 km mit 555,9 km/h am 16. November 2021, Pilot Phill O’Dell.[5] Der alte Rekord von 2017 wurde um 213,04 km/h überboten.
- Geschwindigkeit über einen geschlossenen Kurs mit 15 km mit 532,1 km/h am 11. November 2021, Pilot Steve Jones.[6]

Rolls-Royce plc gab als effektiv erreichte Maximalgeschwindigkeit 623 km/h an.

## Konstruktion

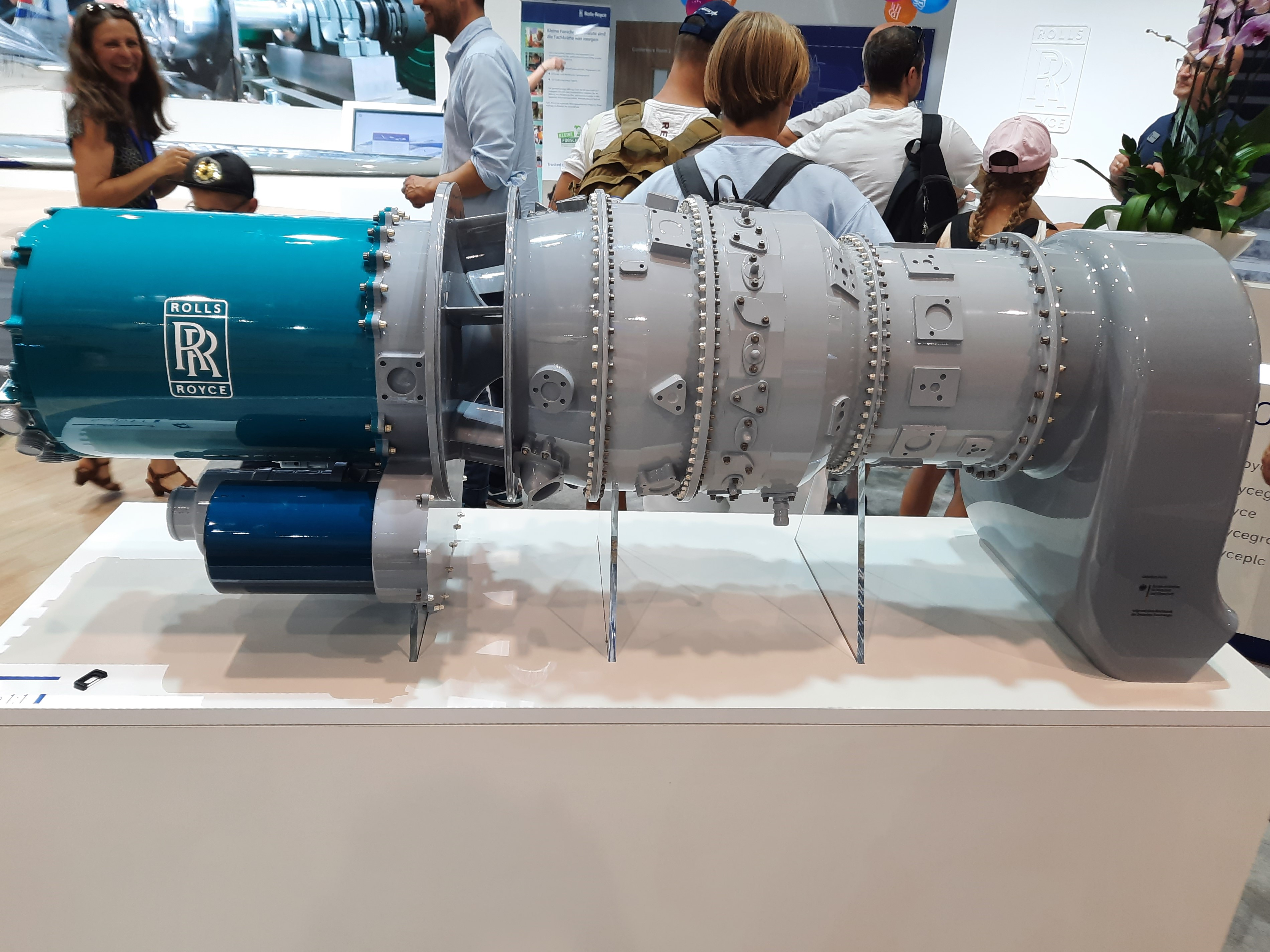
Elektromotor der ACCEL

Der Rumpf und das Tragwerk wurden vom Rennflugzeug Sharp Nemesis NXT abgeleitet. Die Batterie des 500 kW Antriebs besteht aus 6000 Zellen.

## Technische Daten
| Kenngröße  | Daten                                        |
| ---------- | -------------------------------------------- |
| Besatzung  | 1                                            |
| Länge      | 23 ft (7 m)                                  |
| Spannweite | 24 ft (7,3 m)                                |
| Triebwerk  | 750 kW Maximalleistung, 500 kW Dauerleistung |